# Río Naranjo
Río Naranjo är ett vattendrag i Guatemala. Det ligger i den sydvästra delen av landet, 180 km väster om huvudstaden Guatemala City.